# Spindalis portoricensis
La reina mora o reinita mora (Spindalis portoricensis (H.Bryant, 1866)) è un uccello passeriforme della famiglia Spindalidae, endemico di Porto Rico.
È ampiamente diffuso in tutta l'isola e risulta essere assai importante per l'ecosistema portoricano grazie al suo contributo nella disseminazione dei semi per la riproduzione delle piante. La reina mora è uno dei tre simboli nazionali di Porto Rico.